# لودویک روی
لودویک روی (انگلیسی: Ludovic Roy؛ زادهٔ ۱۸ اوت ۱۹۷۷) بازیکن فوتبال اهل فرانسه است.
از باشگاه‌هایی که در آن بازی کرده‌است می‌توان به باشگاه فوتبال سنت جانستون، باشگاه فوتبال سنت میرن، باشگاه فوتبال پاتریک تیسل، باشگاه فوتبال ایر یونایتد، و باشگاه فوتبال داندی اشاره کرد.